# Ring Ring
Ring Ring fou el primer disc d'ABBA, que fou editat l'any 1973, quan el grup encara no s'havia donat a conèixer mundialment.
Incloïa les cançons següents:
- Ring, Ring
- Another town, Another train
- Desillusion
- People need love
- I saw it in the mirror
- Nina Pretty Ballerina
- Love isn't easy (but it sure is hard enough)
- Me and Bobby and Bobby's brother
- He is your brother
- She's my kind of girl
- I am just a girl
- Rock'n'roll band
- Merry-go-round
- Santa Rosa

L'any 1974 varen treure el disc Waterloo, en el qual incloïen també una versió més nova de la cançó que servia de títol del primer disc.